# Ryūnosuke Kawai
Ryūnosuke Kawai (河合 龍之介 Kawai Ryūnosuke?,  Fuchū, Japón, 23 de mayo de 1983) es un actor japonés. Kawai fue representado por la agencia T-Artist hasta mayo de 2016, cuando pasó a ser artista independiente. Se graduó de la escuela secundaria Waseda Jitsugyo Gakko High School y, más adelante de la Universidad de Waseda con una maestría en ciencias sociales.

## Filmografía

### Televisión
| Año  | Título                                                | Papel                             | Cadena           | Notas                                            |
| ---- | ----------------------------------------------------- | --------------------------------- | ---------------- | ------------------------------------------------ |
| 2004 | Koinu no Waltz                                        | Student                           | NTV              | Episodio 2                                       |
| 2004 | Aijō Ippon!                                           | Ryuichi Murakami                  | NTV              | Episodio 8                                       |
| 2005 | Pink no Idenshi                                       | Morio Kinoshita                   | TV Tokyo         | Episodio 8                                       |
| 2006 | Junjō kirari                                          | Akira Wakatsuki                   | NHK              | Episodio 52                                      |
| 2006 | Ultraman Mebius                                       | Jun Susaki                        | CBC              | Episodio 28                                      |
| 2006 | Aibō                                                  |                                   | TV Asahi         | Episodio 10 (temp. 5) y episodio final (temp. 9) |
| 2007 | Otona no Megane: Go-maru-ni                           | Yutaka Kitajima                   | CTC              |                                                  |
| 2007 | Delicious Gakuin                                      | Toshiki Hijikata                  | TV Tokyo         |                                                  |
| 2007 | Renai Shindan: Unmei no Kodou                         | Kei Katsuragi                     | TV Tokyo         |                                                  |
| 2007 | Ai no Meikyū                                          | Haruki Ayukawa                    | THK              |                                                  |
| 2008 | Tadashii Ouji no Tsukuri Kata                         | Kyota Yamazaki                    | TV Tokyo         |                                                  |
| 2008 | Wild Strawberry                                       | Magician Kaneko                   | TV Asahi Channel | Episodio 2                                       |
| 2008 | Tomica Hero: Rescue Force                             | Yuto Fukuzawa                     | TVA              | Episodio 20                                      |
| 2009 | Shitsuji Kissa ni Okaerinasaimase                     | Naruhane                          | MBS              |                                                  |
| 2009 | Sono Otoko, Fuku Shochō                               | Tomokazu "Kimihiko Senzaki" Tsuji | TV Asahi         | Episodio 3 (temp. 3)                             |
| 2010 | Tomica Hero: Rescue Fire                              | Kentaro                           | TV Tokyo         | Episodio 40 a 42                                 |
| 2010 | Kamen Rider W                                         | Makoto Uesugi / Jewel Dopant      | TV Asahi         | Episodios 41 y 42                                |
| 2010 | Shin Keishichō Sōsaikka 9 Kakari                      | Ryutaro Koda                      | TV Asahi         | Episodio 3 (temp. 2)                             |
| 2011 | Hitori janai                                          | Kuroki                            | BS Fuji          | Episodio 3                                       |
| 2013 | Cosmic Front: Tenmon Shōgun Tokugawa Yoshimune        | Yoshimune no Sobashū              | NHK              |                                                  |
| 2014 | Naze Tōdō-in Seiya 16-sai wa Kanojo ga Dekinai no ka? | Takeda                            | NBN              | Episodios 8 y 9                                  |
| 2015 | The Last Witness                                      | Miura                             | TV Asahi         |                                                  |
| 2016 | Good-bye Debussy: Pianist Tantei Yosuke Misaki        | Cirujano ortopédico               | NTV              |                                                  |

### Películas
| Año  | Título                                         | Papel                    | Notas        | Referencias |
| ---- | ---------------------------------------------- | ------------------------ | ------------ | ----------- |
| 2006 | The Prince of Tennis                           | Estudiante               |              |             |
| 2006 | Death Note                                     | Estudiante universitario |              |             |
| 2006 | Sukeban Deka                                   | Estudiante               |              |             |
| 2007 | Fuzoroina Himitsu                              | Yoji Yamaji              |              |             |
| 2007 | Itsuka no Kimi e                               | Kohei Hayase             | Protagonista |             |
| 2008 | Yūbae Shōjo: Asakusa no Shimai                 | Aoyama                   |              |             |
| 2008 | Saikyō Heiki Mesukōsei: Rika                   | Yuji                     |              |             |
| 2008 | Topless                                        | Kenta Kobayashi          |              |             |
| 2008 | Kizumomo                                       | Ryo Satomi               |              |             |
| 2009 | Kirakira Movies: Shinjuku-ku Kabukichō Hoikuen | Susumu                   |              |             |
| 2009 | 18-rin                                         | Sawakura-shachō          |              |             |
| 2009 | Sho no Michi                                   | Tatsuhiko Ichihara       |              |             |
| 2010 | Tenohira no Shiawase                           | Kenichi Tanaka           |              |             |
| 2010 | Ai no Kotodama: Sekai no Hate made             | Shinji Tamura            |              |             |
| 2010 | Love & Loathing & Lulu & Ayano                 | Takashi                  |              |             |
| 2010 | Aisuru toki, Aisa reru toki                    | Ryuji Ishii              |              |             |
| 2010 | Zero Yon Fighter                               | Shinnosuke Kudo          | Lead role    |             |
| 2012 | Real Onigokko 5                                | Sakuya Kawasaki          |              |             |
| 2012 | Jikū Keisatsu Wrecker Deadly Night Shade       | Shinya Sawaguchi         |              |             |
| 2012 | Boku no Naka no Otoko no Musume                | Noboru Nakamura          |              |             |
| 2012 | Zombideo                                       | Courier man              |              |             |
| 2013 | Yoake Zen: Asayake-chū                         | Noriaki Matsumoto        |              |             |
| 2014 | Live                                           | Yoshimaza Yamazaki       |              |             |
| 2015 | Irol Girl: Ultimate Weapon                     | Dongcheng "Kill" Tetsuya |              | [ 2 ]       |
| 2015 | Murder on D Street                             | Saburo Goda              |              |             |
| 2016 | Watcher in the Attic                           | Saburo Goda              |              |             |

### Películas cortas
| Año  | Título         | Papel | Notas                                                 |
| ---- | -------------- | ----- | ----------------------------------------------------- |
| 2007 | Hodōkyō no Umi | Umi   | "Harbie Live Talk DVD Talking Face Vol. 1 ni Shūroku" |

### Videos musicales
| Año  | Título    | Artista    | Notas             |
| ---- | --------- | ---------- | ----------------- |
| 2013 | Scream    | TVXQ       | Hombre que escapa |
| 2018 | Five Star | Kenshō Ono |                   |